# Municipio de Dakota (Dakota del Sur)
El municipio de Dakota (en inglés: Dakota Township) es un municipio ubicado en el condado de Meade en el estado estadounidense de Dakota del Sur. En el año 2010 tenía una población de 29 habitantes y una densidad poblacional de 0,1 personas por km².

## Geografía
El municipio de Dakota se encuentra ubicado en las coordenadas 44°31′31″N 102°10′21″O / 44.52528, -102.17250. Según la Oficina del Censo de los Estados Unidos, el municipio tiene una superficie total de 300.02 km², de la cual 298,2 km² corresponden a tierra firme y (0,61 %) 1,83 km² es agua.

## Demografía
Según el censo de 2010, había 29 personas residiendo en el municipio de Dakota. La densidad de población era de 0,1 hab./km². De los 29 habitantes, el municipio de Dakota estaba compuesto por el 89,66 % blancos y el 10,34 % eran de una mezcla de razas. Del total de la población el 3,45 % eran hispanos o latinos de cualquier raza.